# Molnyija–1
A Molnyija–1 szovjet Molnyija típusú távközlési műhold. Öt példányt indítottak sikeresen, melyek a rendszer tesztelését szolgálták.

## Hírközlési műholdak
Katonai és polgári alkalmazása lehetővé tette az információáramlást minden területen és irányba. A költségesen telepíthető földi, tengeri kábelhálózat szűkös kapacitása, illetve a rövidhullámú rádiók telítettsége (televíziós képátviteli rendszerek bővülése) helyett pár műhold képes a Föld teljes lefedésére.

## Küldetés

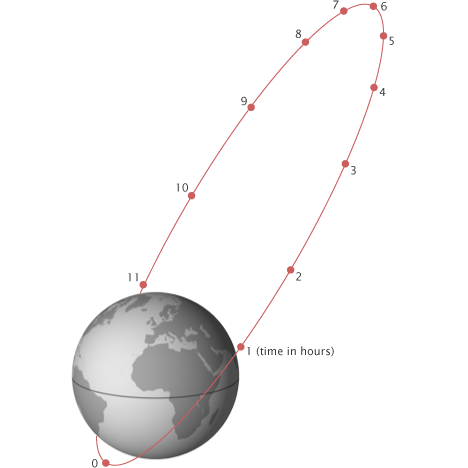
A Molnyija műholdak erősen elnyújtott elliptikus pályája, az ún. Molnyija-pálya

Feladata a nagy távolságú, kétoldalú telefon-, távíró- és képtávíró-összeköttetés biztosítása, valamint a központi televízió- és rádióműsor továbbítása. 1965-től 1979-ig három típust alkalmaztak, melyek az adás-vétel frekvenciájában különböztek egymástól. Évente 2–4 változó típust állítottak pályára. 3–4 távközlési műholddal állandó összeköttetést biztosítottak. A nagy excentricitású pálya, az ún. Molnyija-pálya lehetővé tette, hogy a keringési idő túlnyomó része a Szovjetunió feletti, valamint a Szovjetunióból  rádióeszközökkel elérhető pályaszakaszra essék. Moszkva és Vlagyivosztok között kb. 10-11 órás folyamatos hírösszeköttetést létesítettek (amit 1-2 órás szünet követett) . Az Orbita rendszer (12–15 méter átmérőjű antennák folyamatosan követik pályáján) földi közvetítőállomások (vevők) segítségével lefedte az egész országot. Alkalmas volt a nemzetközi hírközlésre, -szolgáltatásra. Televíziós kamerájával képfelvételeket készített a felső légréteg globális megoszlásáról, operatívan segítve a meteorológiai előrejelzést.

## Jellemzői
1965. április 23-án a Bajkonuri űrrepülőtér indítóállomásról modernizált Molnyija–M (GRAU-kódja: 8K78M) hordozórakétával állították Föld körüli pályára. Az orbitális egység pályája 708 perces (11 óra 48 perc), 65,5 fok hajlásszögű, az elliptikus pálya perigeuma 497 kilométer, apogeuma 39 390 kilométer volt. A műhold hengeres tartály, melyet kúpos részek zárnak le. Átmérője 1,6 méter, hossza 4 méter, 6 darab napelemszárnyának (mindig a Nap felé fordulnak) fesztávolsága 8 méter. Két (az egyik tartalék), erősen irányított sugárzó parabolaantennája 18 decibel nyereségű. Hőmérséklet-szabályozásra, sugárvédelemre felkészített. Hasznos tömege 460 kilogramm. Stabilizáló rendszere a Naphoz és a Földhöz igazodik. Földről irányítják (helyzetmódosítás, feladatellátás), szolgálati ideje 1966. október 20-án a Föld légkörébe érve befejeződött.

## Külső hivatkozások
- Molnyija–1. spacefacts.de. (Hozzáférés: 2012. november 25.)